# Miller Jakab Ferdinánd
Miller Jakab Ferdinánd (Buda, 1748. december 15. – Pest, 1823. november 22.) egri jogakadémiai tanár, múzeumigazgató, könyvtáros.

## Életútja
Miller János Ferdinánd budai városi főjegyző és Mayerberg Mária Erzsébet fia volt. Középiskolai tanulmányait Székesfehérvárott és Budán végezte, majd jogot hallgatott Bécsben, Egerben és Nagyszombatban. Ezután a pesti királyi tábla jegyzőjeként, Batthyány József esztergomi érsek titkáraként, 1773-tól az érseki könyvtár őreként tevékenykedett. Mária Terézia támogatásával görög nyelvet, földrajzot, statisztikát, esztétikát, egyetemes történelmet és bibliográfiai ismereteket tanult Kollár Ádám Ferenctől.
1776 szeptemberében részt vett a tanárjelöltek pesti versenyvizsgáján, ahol magyar történelemből ő érte el a legjobb eredményt. Előbb a nagyváradi gimnázium, majd az akadémia tanára lett. 1781-ben bölcsészdoktori fokozatot szerzett. 1788-tól az újonnan magnyílt jogi karon statisztikát és történelmet oktatott. A katedrától való visszavonulása után Széchényi Ferenc udvarába került. 1803-ban a Nemzeti Múzeum könyv- és éremgyűjteményének őrévé, 1808-ban az intézmény igazgatójává nevezték ki. 1817-ben királyi tanácsosi címet kapott.

## Munkássága
Jelentős forráskiadói tevékenységet fejtett ki, elkészítette a nemzeti könyvtár első katalógusait. A statisztikát kezdetben Gottfried Achenwall és Johann Christoph Gatterer tankönyvei alapján adta elő, majd 1792-ben saját kétkötetes tankönyvet jelentetett meg.

## Főbb művei
- Positiones historico-critica… (Nagyvárad, 1781)
- Praecognita statistica… I–II. (Bécs, 1792)
- Fragmenta veteris typagraphiae Magno-Varadiensis (Pest, 1803)
- Catalogus manuscriptorum bibliothecae nationalis hungaricae Széchényiano-regnicolaris I–III. (Sopron, 1815)
- Nemes magyar hazánk hajdani dolgait tárgyazó tudósítás… (H. és é. n.)